# Manillar

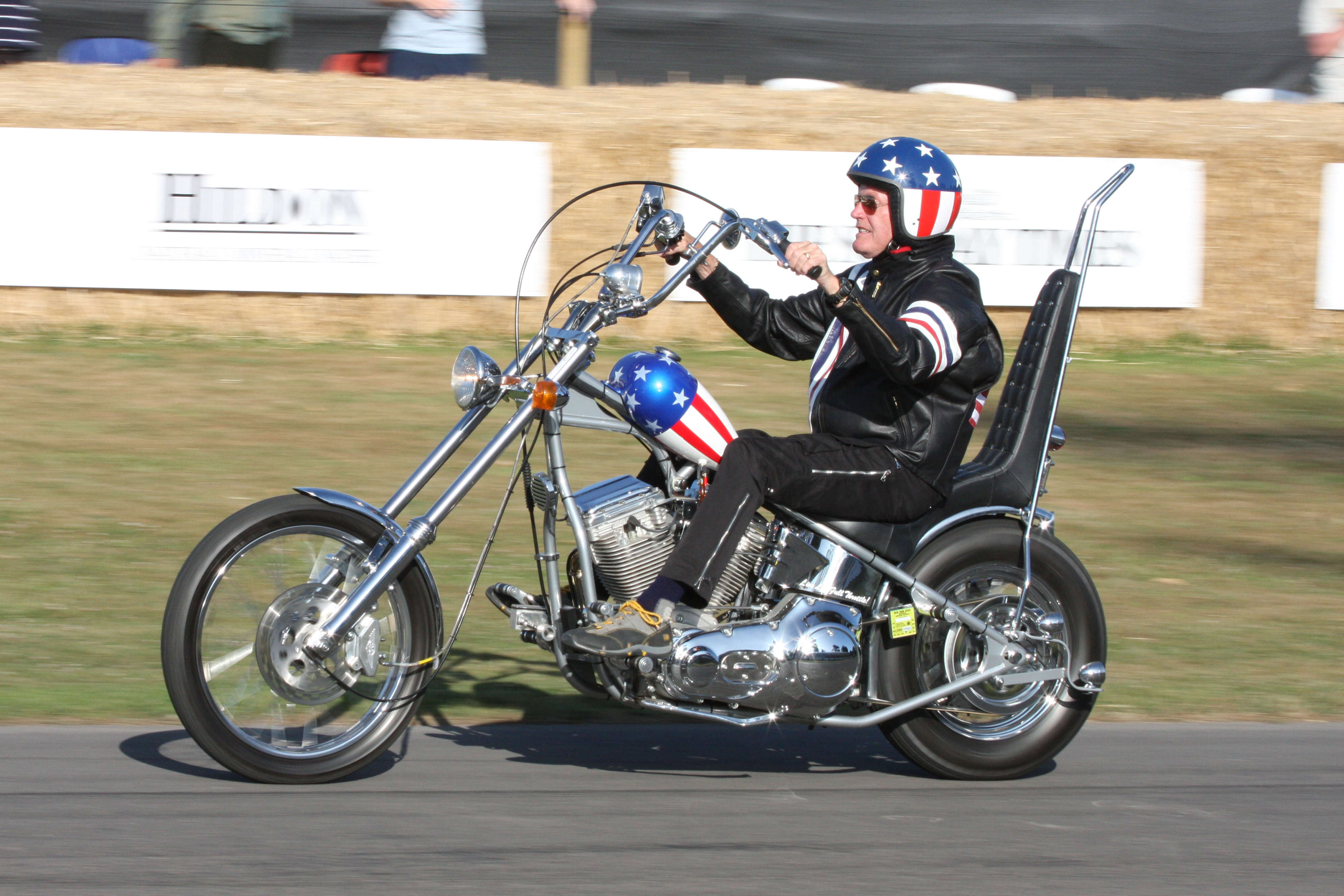
Manillar cuelgamonos.

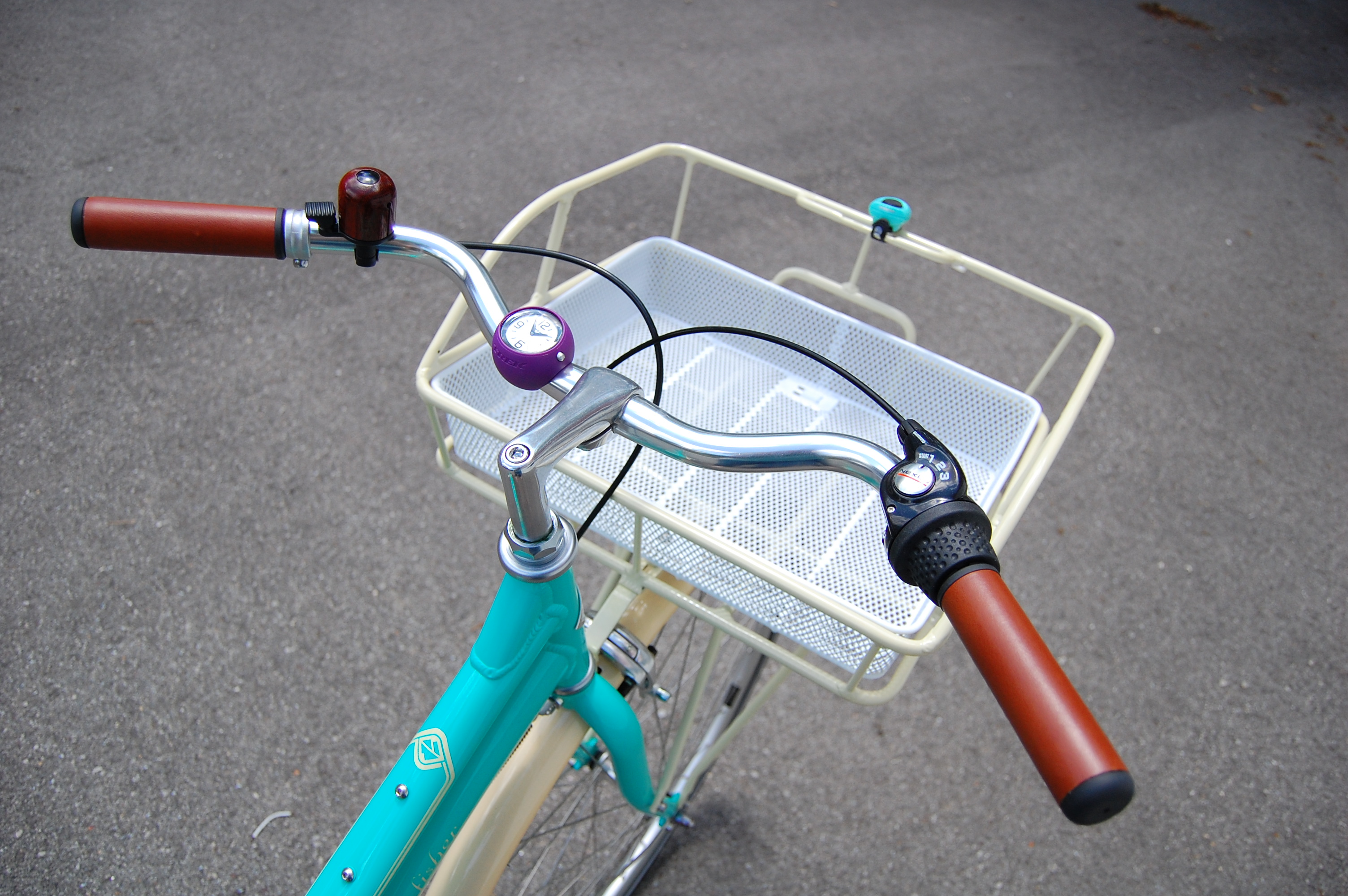
Manillar de paseo con empuñaduras de cuero, portabultos, palancas de cambio, timbre y reloj.

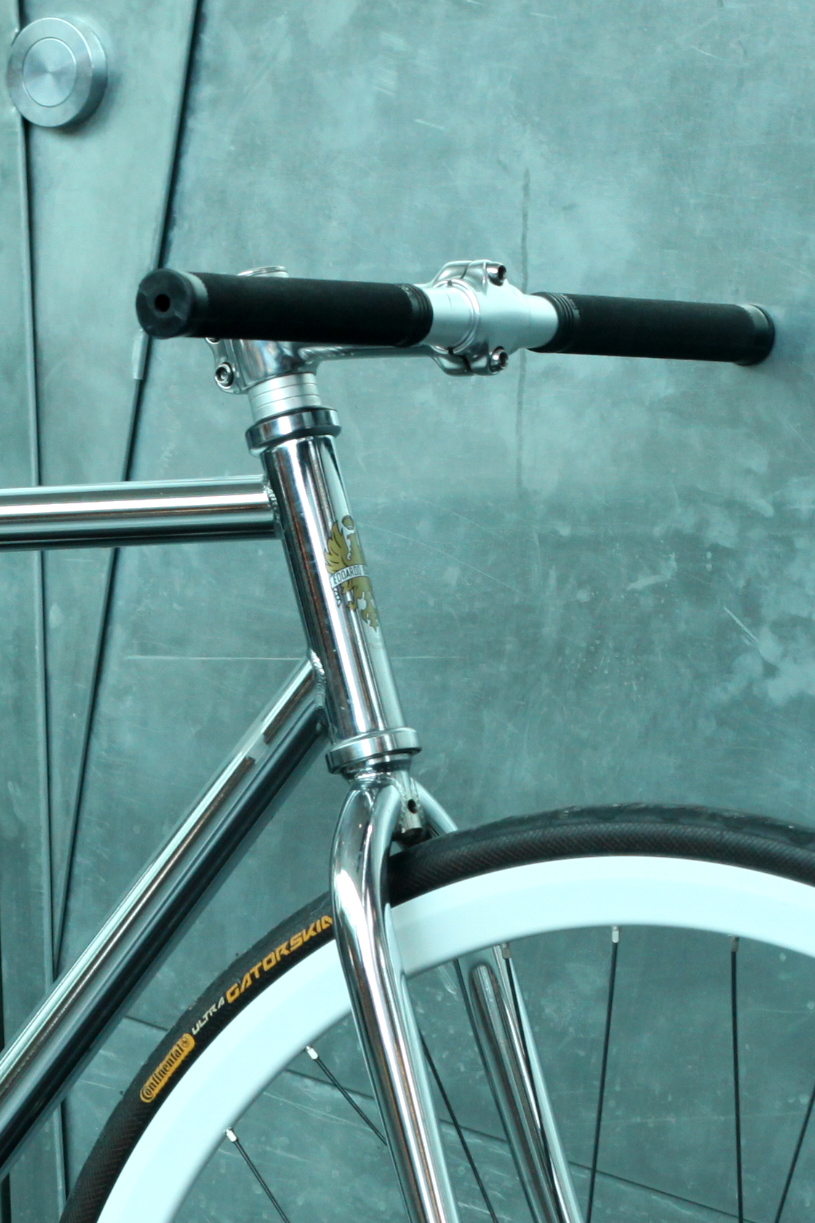
Manillar plano.

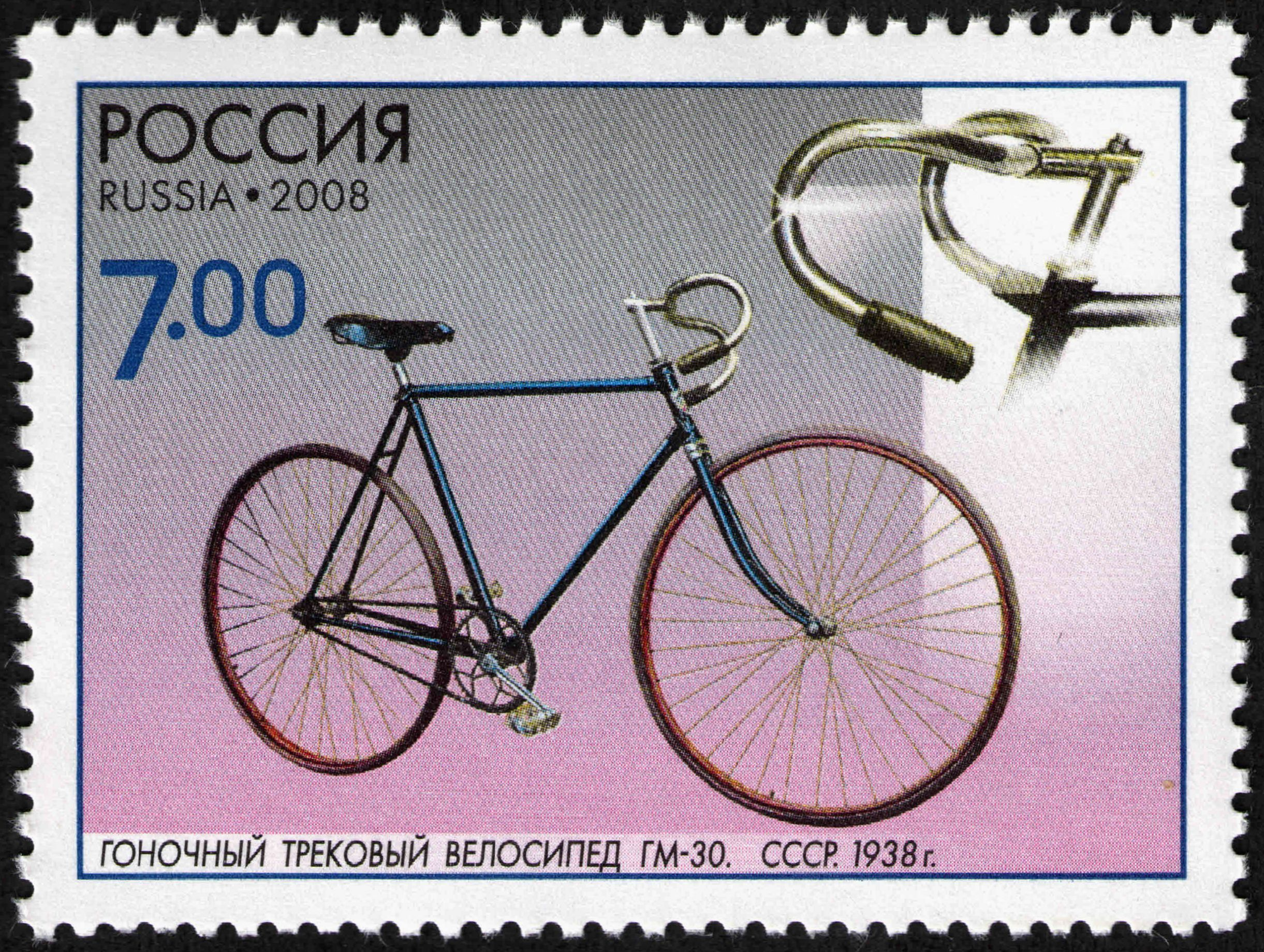
Manillar de una bicicleta de pista en un sello ruso.

Un manillar —llamado en algunos países hispanos manubrio— es una pieza normalmente tubular que forma el mecanismo de dirección de biciclos y algunos triciclos; el equivalente a un volante en automóviles y a un timón en embarcaciones. Además de la dirección, el manillar también en la mayoría de las veces, según su posición de conducción, da soporte a las manos y a una parte del peso del ciclista y proporciona un lugar conveniente para el montaje de las empuñaduras, palancas de freno, palancas de cambio, encendido y arranque, embrague, luces, timbres y ciclocomputadores.

## Tipos de manillares
El manillar presenta una gran variedad de tipos, diseñados para determinadas formas de conducción:
- Paseo
- Plano
- Bigote
- Carretera
- Cuerno
- Porteur
- Turismo
- Senderismo
- Triatlón o aero
- Motocross
- Carreras o deportivo
- Cuelgamonos